# Claustropyga aperta
Claustropyga aperta är en tvåvingeart som beskrevs av Hippa, Vilkamaa och Werner Mohrig 2003. Claustropyga aperta ingår i släktet Claustropyga och familjen sorgmyggor.
Artens utbredningsområde är Österrike. Inga underarter finns listade i Catalogue of Life.